# Besleria fallax
Besleria fallax är en tvåhjärtbladig växtart som beskrevs av C.E. González, L.E. Skog och M. Amaya. Besleria fallax ingår i släktet Besleria och familjen Gesneriaceae. Inga underarter finns listade i Catalogue of Life.